# Расмус Ніколайсен
Расмус Шмідт Ніколайсен (дан. Rasmus Schmidt Nicolaisen, нар. 16 березня 1997, Аулум, Данія) — данський футболіст, центральний захисник французького клубу «Тулуза».

## Ігрова кар'єра

### Клубна
Расмус Ніколайсен є вихованцем футбольної школи при клубі «Мідтьюлланн». У 2017 році захисник дебютував у першій команді у матчах чемпіонату Данії. разом з командою Ніколайсен ставав чемпіоном країни та переможцем національного Кубка. 
У вересні 2020 року футболіст відправився в Англії, де на правах оренди весь сезон грав у клубі Першої ліги «Портсмут». Після завершення оренди англійський клуб не став підписувати контракт з захисником і Ніколайсен повернувся до Данії. А вже у серпні 2021 року він відправився до складу французької «Тулузи». З якою в першому ж сезоні виграв турнір Ліга 2, а в наступному Кубок Франції.

### Збірна
З 2013 по 2015 року Расмус Ніколайсен виступав за юнацькі збірні Данії.

## Титули
Мідтьюлланн
 Чемпіон Данії: 2019/20
 Переможець Кубка Данії: 2018/19
Тулуза
 Переможець Кубка Франції: 2022/23
- Переможець Ліги 2: 2021/22